# Wołodymyr Salski
Wołodymyr Petrowycz Salski, ukr. Володимир Петрович Сальський (ur. 4 lipca 1883 w Ostrogu, zm. 5 października 1940 w Warszawie) – generał-chorąży armii Ukraińskiej Republiki Ludowej.

## Życiorys
Ukończył gimnazjum w Ostrogu, następnie w 1906 Wileńską Szkołę Wojskową oraz w 1912 z wyróżnieniem Nikołajewską Akademię Sztabu Generalnego. Służył w sztabie Kijowskiego Okręgu Wojskowego. 
Podczas I wojny światowej był kwatermistrzem 12 Armii, służbę w armii rosyjskiej zakończył w stopniu podpułkownika. Jesienią 1917 uczestniczył w ukrainizacji jednostek wojskowych na Froncie Północnym.
Był szefem sztabu generała Mykoły Junakowa, później dowodził Dywizją Zaporoską w „operacji kamienieckiej” w 1919. Po wojnie polsko-bolszewickiej przebywał na emigracji w Polsce. Od 1924 do śmierci minister spraw wojskowych w Rządzie URL na emigracji.
Był współinicjatorem wieloletniej współpracy ze Sztabem Głównym Wojska Polskiego. Współpraca ta rozpoczęta została po tajnym memorandum prezydenta URL Andrija Liwyckiego i gen. Wołodymyra Salskiego z 4 sierpnia 1926 skierowanego do Józefa Piłsudskiego i rozmowach, jakie wkrótce potem nastąpiły. Po aprobacie Piłsudskiego trwała do wybuchu II wojny światowej. Jej część tajna obejmowała sporządzenie planów organizacji i mobilizacji armii ukraińskiej, jako sojusznika Polski, w przypadku wojny polsko-sowieckiej. Został sporządzony, w porozumieniu z polskim Sztabem Głównym plan mobilizacyjny wojska ukraińskiego, w oparciu o emigrantów i Ukraińców zamieszkałych w Polsce. Oficerowie i podoficerowie armii URL zostali przyjęci do Wojska Polskiego jako tzw. oficerowie i podoficerowie kontraktowi.
Odznaczony Szablą Świętego Jerzego, orderem św. Włodzimierza IV klasy z mieczami i wstęgą i Legią Honorową.